# Shadow Warrior (série de jeux vidéo)
Pour les articles homonymes, voir Shadow Warriors (homonymie).
Shadow Warrior est une série de jeux vidéo de tir à la première personne qui se concentre sur les exploits de Lo Wang, un guerrier ninja moderne qui se bat contre des hordes de démons. La série originale est composée du jeu, Shadow Warrior (1997), et de deux extensions Twin Dragon (1998) et Wanton Destruction (2005), et de trois autres suites, Shadow Warrior (2013), Shadow Warrior 2 (2016), et Shadow Warrior 3 (2022). La série a été initialement développée par 3D Realms et publiée par GT Interactive ; plus tard, Flying Wild Hog et Devolver Digital ont pris en charge respectivement le développement et la publication.

## Jeux

### Shadow Warrior(1997)
Le développement de Shadow Warrior a commencé au début de l'année 1994 sous le nom de Shadow Warrior 3D par 3D Realms. Jim Norwood a eu l'idée du jeu, George Broussard a conçu le protagoniste Lo Wang et Michael Wallin a fait quelques croquis conceptuels. Deux packs de contenu téléchargeables , Twin Dragon et Wanton Destruction, sont sortis respectivement en 1998 et 2005.

### Shadow Warrior(2013)
En 2013, l'éditeur Devolver Digital et le développeur polonais Flying Wild Hog ont annoncé qu'ils collaboraient pour produire une suite au premier jeu. Shadow Warrior met davantage l'accent sur l'histoire. Dans le jeu, Lo Wang part en quête de la légendaire lame Nobitsura Kage avec un démon banni nommé Hoji. Le jeu a reçu des critiques généralement mitigées lors de sa sortie en septembre 2013 pour Windows. Les versions console du jeu sont sorties en octobre 2014.

### Shadow Warrior 2(2016)
Flying Wild Hog est revenu pour développer une suite au jeu vidéo de 2013. Le jeu propose un mode multijoueur coopératif, une génération procédurale, des niveaux larges et ouverts et des systèmes similaires à ceux d'un jeu de tir à butin. Dans le jeu, Lo Wang part en voyage pour sauver Kamiko, la fille d'un chef Yakuza, de ZillaCorps. Le jeu a reçu des critiques généralement positives lors de sa sortie en octobre 2016 pour Windows, PlayStation 4 et Xbox One.

### Shadow Warrior 3(2022)
Shadow Warrior 3 est sorti le 1er mars 2022 pour Windows, PlayStation 4, PlayStation 5, Xbox One et Xbox Series. Dans le jeu, Lo Wang doit travailler avec son acolyte pour vaincre un ancien dragon qu'ils ont accidentellement libéré.